# Alfredo Lopes Cabral
Alfredo Lopes Cabral (Guinea Bissau, 1946) és un polític i diplomàtic de Guinea Bissau i funcionari de les Nacions Unides.
De 1983 a 1986, Cabral va ser ambaixador de Guinea Bissau a Algèria, Tunísia i l'Orient Mitjà. De 1986 a 1990 va ser el Representant Permanent de Guinea-Bissau a la Seu de les Nacions Unides i alhora l'ambaixador de Guinea Bissau als Estats Units. També va ser ambaixador de Guinea Bissau a l'ONU entre 1996 i 1999. En 1996 i 1997, Cabral va representar a Guinea Bissau en el Consell de Seguretat de les Nacions Unides i hi va exercir el càrrec de president al setembre de 1996. Cabral va ser nomenat per al seu tercer mandat com a representant de Guinea Bissau a l'ONU el 2003.
Des de 1987 fins a1996, Cabral va ser ambaixador de Guinea Bissau als Estats Units, Canadà i Mèxic.
De 1999 a 2001, Cabral va ser el Representant Especial del Secretari General de les Nacions Unides a Haití i va ser cap de la Missió de Policia Civil de les Nacions Unides a Haití (MIPONUH) i més tard la seva successora, la Missió Civil Internacional de Suport a Haití (MICAH).